# بني جرة
صالح بن حابش الظبياني الغامدي 
بَنِي جُرَّةْ، إحدى قرى بني ظبيان من قبائل غامد العريقة، ويعود تاريخ إنشاء هذه القرية لأكثر من من 500 عام. تقع القرية إلى الشمال الغربي من محافظة بلجرشي التي تبعد حوالي 25 كم من مدينة الباحة على مرتفعات جبال السروات جنوب غرب المملكة العربية السعودية. بني جرة تمتد بمساحة واسعة وتضاريس جبلية بين المرتفعة والمستوية يكونها أحياء القرى دحيمة ومنطقة الشفا حمى القرية.

## التاريخ
ومن تاريخ بني جرة مشاركتهم بعض معارك بني ظبيان منها: 
1- معركة مالحة عام 1020هـ: بين بلجرشي وبني جرة من غامد ضد بني عُمر، وفيها استولت بلجرشي وبني جرة على ارض بني عُمر.
2- معركة خياصة ضد العثمانين مابين عام 1047هـ-1060هـ: معركة وقعت بين الشريف زيد ومعه القوات الانكشارية وبعض قبائل غامد بقيادة الفارس مساعد بن جري الجرشي الغامدي
3- معركة وادي زهران عام 1229هـ: عندما حاصر الترك بخروش بن علاس في اودية زهران، اجتمعت بعض القبائل الحجازية والتهامية لنجدة بخروش بن علاس ومنها غامد بقيادة صالح بن حابش الظبياني الغامدي وانتهت المعركة بهزيمة الترك وحلفائهم من المغاربة وقتل منهم مقتله عظيمة قرابة ألف جندي.
4- معركة بني جرة عام 1233هـ:  : بني جرة من بني ظبيان ضد بعض قبائل بيشة بقيادة الأمير عمر الصعيري ومن مشاهير القتلى العقيد مداوي القشيري من بيشة، أنتهت المعركة بانتصار بني جرة.
5- في سنة 1339هـ-1340هـ: شاركت قبائل غامد في الحملة التي قادها فيصل بن عبد العزيز ضد حسن بن عائض، التي نتج عنها عدة وقعات منها معركة حجلا ومعركة حرملة وغيرها.

6- معركة أبرق الرغامة عام 1343هـ: شاركت قبائل بني ظبيان معركة أبرق الرغامة وحصار جدة عام 1343هـ.